# 脊髄小脳変性症2型
脊髄小脳失調症2型(Spinocerebellar ataxia type 2、SCA2)とは第12染色体長腕に位置するATXN2遺伝子内のCAGリピートが異常伸長により発症する常染色体優性の脊髄小脳変性症である。ポリグルタミン病のひとつである。過去の分類法では遺伝性オリーブ橋小脳萎縮症、Menzel型遺伝性脊髄小脳変性症に該当し、Harding分類では視神経萎縮、外眼筋麻痺、認知症、筋萎縮、錐体外路症状を伴うADCAⅠに相当する疾患である。

## 歴史
従来遺伝性オリーブ橋小脳萎縮症（olivopontocerebellar atrophy、OPCA）あるいはMenzel型HSCDと包括されていたが1993年キューバ家系の連鎖解析から12q24.1に連鎖することが報告され、1995年にpulstらによる従来のポジショナルクローニング法、Sanpeiらによる伸長CAGリピートをスクリーニングする方法、Imbertらによるポリグルタミン鎖を認識する1C2抗体を用いたスクリーニング法により同時にATXN2遺伝子が明らかにされた。すなわちATXN2遺伝子のCAGリピート異常伸長が原因のポリグルタミン病と明らかになった。2010年にATXN2遺伝子のCAGリピート中間長が筋萎縮性側索硬化症の危険因子と明らかにされた。

## 疫学
世界的な頻度としてはADCA全体の10～15％と報告され、イタリア（24％）、インド（25％）で高頻度と報告され創始者効果の影響を受けている。日本の全国統計では2.6％であり全国的にも0～6％と大きく偏った地域も報告されていない低頻度のSCAである。

## 症状
発症年齢は2歳から70歳代と大きなばらつきがあるが多くは40歳代発症し罹病期間は10～15年とされている。SCA1と同様に発症年齢はCAGリピート数と負の相関関係をもつ。臨床症状は家系によって異なり、家系内でも臨床症状に違いが出ることが少なくない。多くは失調性歩行で発症し、構音障害、四肢の失調などの小脳症状を主症状とする。他のSCAと比して水平・垂直方向の衝動性眼球運動（サッケード）が緩徐になるのが特徴的である。指標追視で眼球運動が遅れ、頭頚部の動きで代償する現象がみられる。腱反射は初期から低下していることが多く、筋萎縮、線維束性攣縮、振動覚障害を認めることも多い。自律神経障害や認知症、精神症状が一部の症例で認められる。リピート伸長が高度な症例では乳幼児発症し、精神発達遅滞、てんかんを有し、網膜色素変性を伴う症例があり、SCA7類似の症候を呈する場合もある。
日本や中国などアジアを中心にL-DOPA反応性のパーキンソン症候群を示す症例や小脳失調を伴うパーキンソン症候群を示す例の報告がある。また進行性核上性麻痺を呈する症例を家系内に認めることもある。EUROSCAで行われた自然史研究ではSCA1より緩徐でSCA3と同程度に進行する。進行速度は伸長CAGリピート数と発症年齢の影響を受ける。

## 画像検査
頭部MRIの特徴はオリーブ橋小脳の萎縮であり中小脳脚の強い萎縮を伴う。第四脳室の拡大が目立ち小脳萎縮を先行しないSCA3や純粋小脳型の萎縮パターンをとるSCA6とは異なるパターンを示す。多系統萎縮症の特徴的MRI所見とされる橋の十字サインは遺伝性SCAやその他の小脳疾患でも報告されているがSCA2では25％と高頻度に認められる。小脳萎縮の程度はCAGリピート数や罹患期間と相関しないが大脳半球の萎縮はCAGリピート数や罹病期間と相関する。

## 遺伝子検査
ATXN2から翻訳されるataxin-2は1312アミノ酸で構成される蛋白質で核内ではなく細胞質に局在する。ataxin-2はRNAスプライシングに関連するモチーフを持っておりataxin-2結合蛋白質1と相互作用しmRNA翻訳、転送にかかわっていると想定されている。N末端側にポリグルタミン鎖が存在する。ATXN2の正常アレルのCAGリピートは31位下とされているが22リピートが最も多く97％を占める。リピートは通常2つのCAA挿入配列を持つがSCA1のCAT挿入配列と異なりCAAはCAGと同様にグルタミンに翻訳されポリグルタミン鎖形成する。32リピート以上が病的異常伸長とされ500を超える症例の報告もある。異常リピート数はSCA1と同様に発症年齢、重症度と負の相関関係が認められ表現促進現象が認められる。
ATXN2遺伝子CAGリピート数27～33は孤発性ALSの発症危険因子でありカットオフ値を27に設定するとオッズ比2.80になることを2010年にEldenらが報告した。ataxin-2はTDP-43と相互作用しTDP-43毒性の修飾因子となること、ALS脊髄でataxin-2がSCA2脊髄でTDP-43が異常局在することなどがわかっている。

## 病理
大脳は全体的に小さく、大脳脚の萎縮を認める。小脳は虫部、半球共に著明に萎縮し、橋、中小脳脚も高度に萎縮する。小脳のプルキンエ細胞は著明に脱落し、脳幹では橋核、下オリーブ核の著明な神経細胞脱落を認め、中脳黒質の変性も高頻度に認められる。脊髄では後索に著名な脱髄性変化、運動神経細胞、クラーク柱の神経細胞の脱落、細胞サイズの低下を認め、腰仙髄では前根、後根の部分的脱髄が認められる。神経細胞核内封入体は認めるものの量的に少ない。大脳、基底核、歯状核、橋核で神経細胞質内封入体、オリーブ核でグリア細胞質内封入体を多数認める。
症例によっては筋萎縮性側索硬化症の疾患蛋白質であるTDP-43やリン酸化TDP-43陽性の神経細胞核内封入体、神経細胞胞体内封入体や神経突起内封入体、グリア胞体内封入体が出現する。